# 제임스 패닌

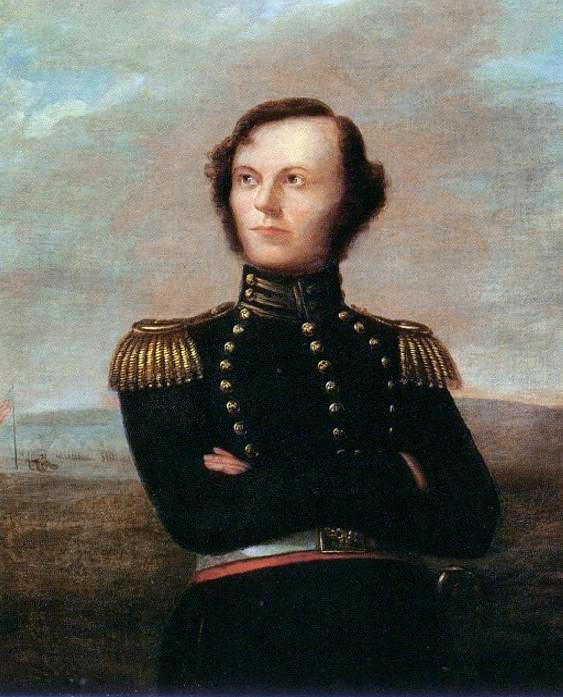
제임스 패닌

제임스 워커 패닌 주니어(James Walker Fannin, Jr. 1804년/1805년 - 1836년 3월 27일)는 19세기 텍사스의 군인으로 1835년부터 1836년 텍사스 혁명 중 텍사스의 지도자였다.

## 생애

### 청년기
패닌은 조지아에서 태어났다. 패닌은 1819년 7월 1일 웨스트 포인트 미국 육군 사관학교에 입학했다. 성적이 나쁘고, 지각 결석도 많았던 그는 퇴학했다.
1828년, 그는 상인이 되기 위해 조지아주 콜럼버스로 이사를 갔다. 1829년 7월 17일에는 미네르바 포트와 결혼하였고, 1830년생의 제이미와 1832년생의 엘리자, 두 명의 딸을 낳았다. 1832년 패닌은 불법적인 미국 노예의 수입을 시작했다.

### 텍사스
1834년 패닌은 멕시코의 코아우일라 나테하스 주(현재 텍사스) 벨라스코에 정착하여 그곳에서 그는 농장 주가 되었다. 1835년까지 패닌은 텍사스의 멕시코 정부에 대한 저항 세력의 일부가 되었다. 그는 텍사스의 대의를 돕기 위해 재정적 지원과 지원병을 요청하는 편지를 썼다. 1835년 4월, 뉴올리언스에서 거액의 빚 때문에 체포되어 보석금을 지불하고 텍사스로 돌아왔다. 9월 패닌은 텍사스군 현역지원병이 되었다. 10월 2일 곤잘레스 전투에 참가하여, 스티븐 오스틴에게 원군을 파견하도록 요청했다. 이후 패닌은 제 1사단 제 1대대 제임스 보위와 함께 일을 하게 된다. 오스틴의 지휘 아래, 곤잘레스와 샌안토니오 데 벡사 주변의 보급을 확보하여 상황을 안정시켰다. 패닌은 보위와 함께 1835년 10월 콘셉시온 전투에도 참가했다.
1835년 11월, 오스틴은 패닌과 윌리엄 트래비스와 약 150명의 병사로 멕시코군의 병참선을 끊도록 명령을 내렸다. 11월 13일, 샘 휴스턴은 패닌에게 정규군의 총괄 감찰의 지위를 임명했지만, 패닌은 전장에서 준장과 "위험한 지위"로 되돌려달라고 요구했다. 1835년 11월 22일, 패닌은 명예롭게 오스틴이 이끄는 지원병 부대를 제대하고 더 큰 텍사스 정규군의 전쟁에 종사했다.
1835년 12월 7일, 패닌은 샘 휴스턴에게 정규군 대령의 지위에 오르는 것을 명령 받았다. 1836년 1월 7일, 텍사스 임시정부는 패닌에게 휴스턴이 아니라 임시 정부의 명령을 받는 "군사 대리인"으로 임명했다. 그는 다가올 타마우리파스의 마타모로스에서 전쟁을 위해 군단과 물자를 소집하기 시작했다. 그러나 패닌의 직위로는 지원병을 이끄는 데 어려움이 있었다. 그는 정규군의 규율을 제정했지만, 지원병들은 그것을 따르지 않았다. 많은 그의 병사들이 패닌을 고압적이라고 생각했으며, 사학자들은 이것 때문에 그가 비효율적인 지휘관이었다고 믿고 있다. 패닌 아래에서 복무한 대다수 군인들이 텍사스에 오래 있지 않았다.
2월 초 패닌은 벨라스코에서 배를 타고 출발하여 조지아 4대대와 코파노에 상륙, 레푸지오에 있는 텍사스 군 부대에 합류하기 위해 이동했다. 호세 데 우레아 장군이 이끄는 멕시코 군 증파 부대가 마타모로스에 도착했을 때 거리를 공격하는 텍사스 군 계획은 곤란하게 되었기 때문에, 패닌은 25마일 북쪽의 골리아드로 철수했다. 그는 부대를 프레시디오 라 바이아(라 바이아 요새)에서 숙박하게 했다. 그때는 제1 포병대 중령이었던 패닌은 골리아드의 방비를 강화하기 시작했고, 각 부대의 대장들에게 병사들을 더 모으라고 지시했다.
알라모 요새에 있는 트래비스의 요청으로 결국 2월 25일, 패닌은 300명 이상의 병사와 4개의 대포를 가지고 지원을 위해 출발했고, 패닌과 그의 부대는 28일 산 안토니오로 90마일 정도 이동했다. 그 구조 작전은 실패했다. 부대는 간신히 샌안토니오 강을 도하하여 아직 골리아드가 보이는 장소에서 야영할
수밖에 없었다. 음식은 거의 없었고, 병사들 중 일부는 아침까지 맨발이었으며, 마차를 끄는 황소는 행방을 찾을 수가 없었다.
3월 12일, 패닌은 레푸지오로 마차를 가져가기 위해 에이몽 버틀러 킹 대위와 약 28명의 병사를 파견하여 거기에 남아 있던 가족을 철수하도록 도왔다. 킹과 그의 병사는 레푸지오에서 우레아 장군의 기마대 중 선발부대를 만나 옛전도소가 있는 곳으로 철수했다. 그 지역의 소년이 마을에서 간신히 도망쳐 패닌에게 작은 충돌을 경고했다. 패닌은 윌리엄 워드 중령과 120 명의 병사를 구출하기 위해 킹으로 향했다. 워드는 멕시코군 소부대를 잘 격퇴하고, 군인을 휴식하기 위하여 1박하기로 했다. 1836년 3월 14일, 워드와 킹은 우레아 장군과 200명 이상의 멕시코 군의 습격을 받았다. 같은 날 휴스턴 장군은 패닌에게 빅토리아로 철수하라고 명령했다.

## 콜레토 크리크 전투
3월 19일 오전 9:30 무렵 패닌은 디파이언스 요새에서 천천히 철수를 시작했고, 남아 있는 것들은 모두 파괴했다. 패닌은 9개의 대포와 500개 이상의 예비 머스켓 총을 가지고 무거운 물자와 짐을 메고 있었다. 패닌이 멈추라고 명령할 때까지 더럽은 6마일 정도 행군했다. 오후 3시, 멕시코 군의 기마대가 패닌 부대 근처에 출현했다. 텍사스 군은 곧바로 우레아 장군의 군대의 공격에 대비하여 대포를 설치했다. 치열한 전투 후, 멕시코 군은 100명에서 200명이 사상 당하고, 텍사스 군의 손실은 7명에서 9명이 죽고 60명이 부상했다. 패닌과 그의 군대는 나머지 군대에 압도되어, 이 콜레토 전투에 항복했다. 그들은 디파이언스 요새로 회군하여 구금되었다.

## 골리아드 학살
멕시코 군의 우레아 장군은 빅토리아로 향하는 동안, 호세 니콜라스 드 라 포르틸라 대령에게 라바이아 주둔지의 지휘를 명령했다. 1836년 3월 26일, 안토니오 로페스 데 산타 안나 장군의 명을 받은 특사가 포르틸라에게 도착하였고, 포르틸라는 다음날 포로를 사형시키겠다고 대답을 했다. 1836년 3월 27일 멕시코군은 패닌과 군인들을 3열 대열로 행군을 시켰고, 모두 지근 거리에서 총살시켰다. 학살을 지켜본 패닌은 눈가리개를 하고 총살대에서 총살당했다.

## 유산
- 텍사스 패닌 카운티, 조지아의 패닌 카운티는 그의 이름을 따서 지은 것이다.
- 제2차 세계 대전 중에 사용된 큰 군사 훈련 시설 및 전쟁포로 수용소인 캠프 패닌도 그의 이름에서 왔다.
- 휴스턴에 있는 주요 거리의 이름도 그의 이름을 딴 것이다.

## 같이 보기
- 텍사스 혁명